# Isabella Filomarino
Isabella Filomarino (Napoli, 11 gennaio 1600 – Conversano, 1679) è stata una nobile italiana.

## Biografia

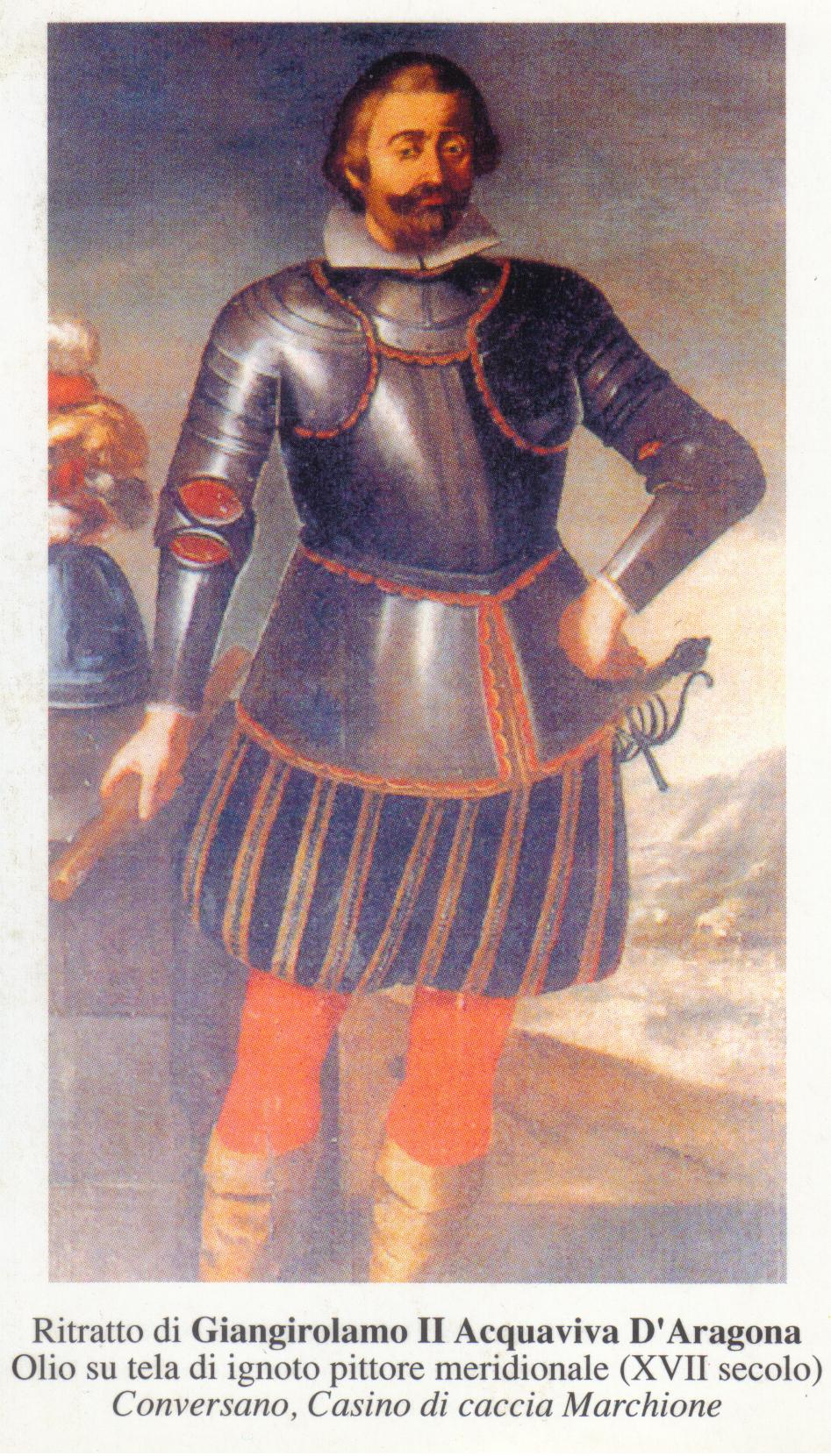
Giangirolamo II

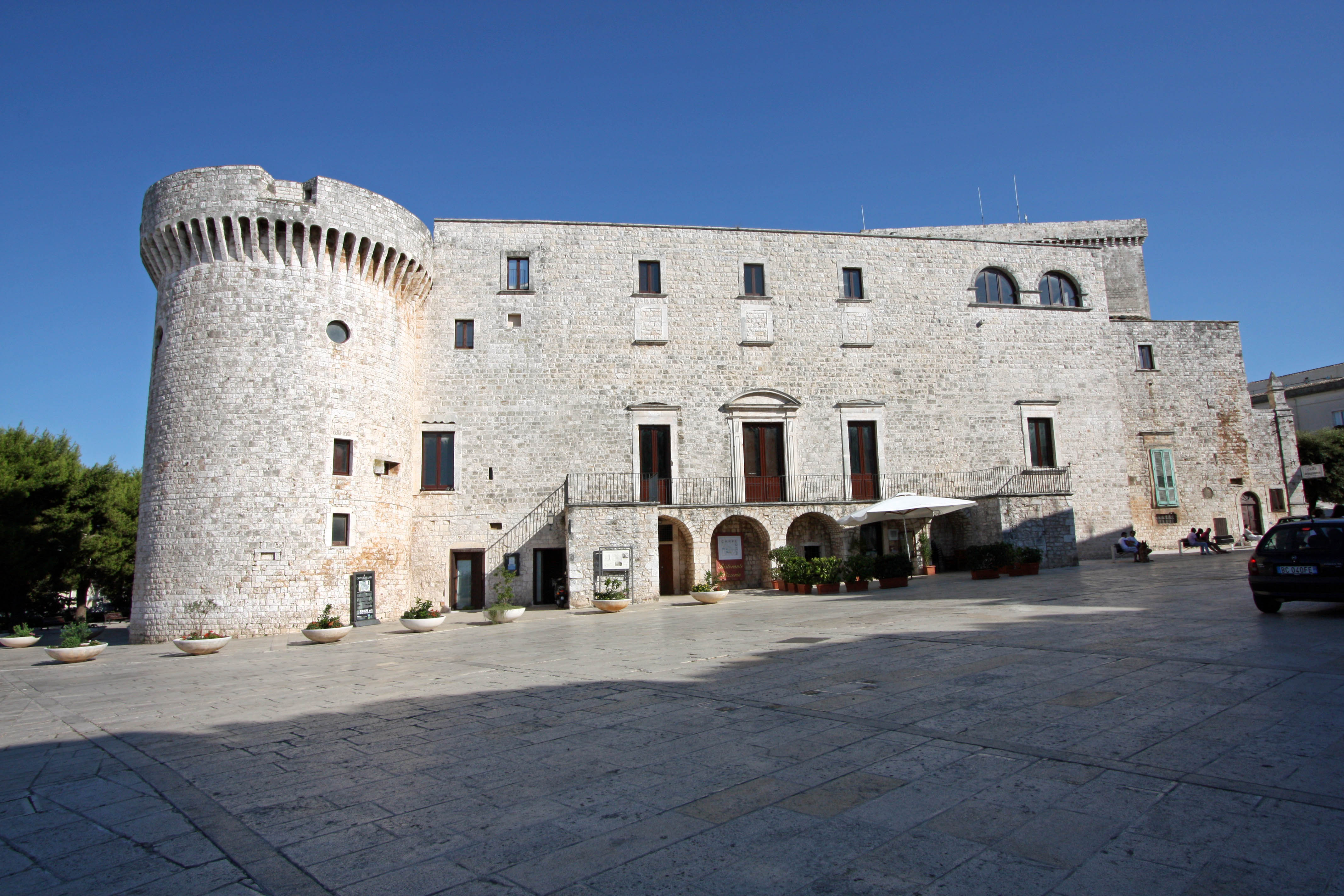
Il Castello di Conversano, residenza principale della contessa e di Giangirolamo II

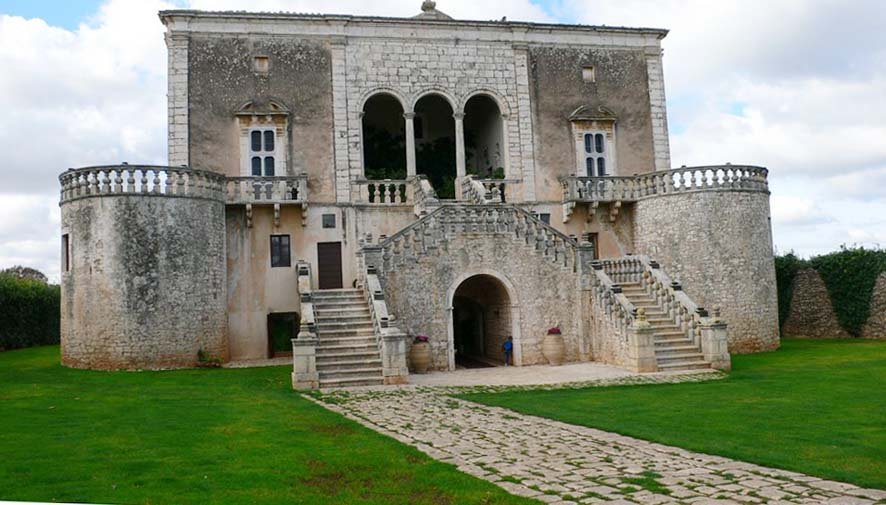
Il castello di Marchione

Isabella era l'unica figlia del principe di Roccadaspide Tommaso Filomarino, appartenente a una delle più influenti casate partenopee, e di Beatrice Guevara, di origine spagnola. Il nobiluomo, barone di Castellabate, pochi anni prima della sua nascita aveva comprato dal Regno di Spagna il titolo di principe; sua figlia lo ereditò e lo mantenne fino alla morte, demandando la cura del principato a un intendente.
La giovane Isabella soggiornò spesso nel palazzo di famiglia a Napoli, ed ebbe occasione di formarsi negli ambienti della corte vicereale, dove imparò la lingua spagnola e poté coltivare la passione per il teatro e la letteratura. Donna molto colta, si vantava di aver conosciuto personalmente Torquato Tasso, circostanza improbabile poiché il poeta era morto cinque anni prima della sua nascita. Il 4 aprile del 1622 divenne consorte del conte di Conversano Giangirolamo II Acquaviva d'Aragona, diventando per matrimonio contessa di Conversano, duchessa di Noci e di Nardò, signora di San Flaviano e, dal 1648, di Castellana.
Isabella agì spesso come contraltare positivo del marito e da sua consigliera spirituale: fu lei a istiture nella Contea il culto dei Santi Cosma e Damiano, protettori del suo casato, che avrebbero guarito da una grave malattia l'erede Cosimo; il marito aveva fatto erigere una sontuosa cappella in loro onore. Interessata all'educazione delle ragazze aristocratiche e della borghesia conversanese Isabella donò, per tale destinazione, il convento e la chiesa di San Giuseppe alle monache domenicane, e accolse nella contea numerosi ordini monastici a cui concesse beni e privilegi. La contessa si distinse altresì per la protezione che concesse, insieme al coniuge, a valenti pittori, tra cui Artemisia Gentileschi e Paolo Finoglio. Quest'ultimo in particolare ebbe l'incarico di affrescare la camera nuziale dei conti, comporre la loro collezione di dipinti e soprattutto realizzare dieci dipinti sul tema della Gerusalemme liberata, per celebrare le imprese del conte e il prestigio raggiunto dalla contea. Nel castello di Conversano si formò quindi una piccola ma prestigiosa corte che richiamò artisti e intellettuali del regno di Napoli.
Nel 1643 Giangirolamo II fu arrestato e tradotto a Madrid per abusi tributari e fellonia: la contessa fu nominata sua reggente e governò la contea con fermezza e modi "autoritari", tanto da essere considerata donna di sommo avvedimento e valore; gli storici Francesco Capecelatro e Pietro Gioia le attribuirono addirittura il soprannome di "Aspide di Puglia", definendola imperiosa e sanguinaria non meno del conte suo marito (a sua volta soprannominato Guercio di Puglia), di indole truce e altera, dotata di ambiguo temperamento. In realtà la donna agì da abile diplomatica e riuscì a mantenere buoni rapporti coi Viceré, mantenendo in equilibrio le finanze della Contea ed evitando la caduta in disgrazia.
A causa dei moti rivoluzionari susseguenti alla rivolta di Masaniello, il conte fu richiamato dalla prigionia per reprimere la rivolta scoppiata a Nardò e, in seguito, a difendere i casali di Napoli dai rivoltosi. Durante l'assedio di Frattamaggiore, morì il suo primogenito ed erede Giulio. Nel 1649, dopo ulteriori e più gravi abusi, Giangirolamo II fu nuovamente imprigionato. Alcune accuse ricaddero anche su Isabella e sul figlio Giulio, che dovettero scontare dieci mesi di prigione a Napoli; tornata a Conversano, la donna fu chiamata per la seconda volta a reggere i suoi domini. In questo periodo morì anche il loro ultimogenito Tommaso, nunzio apostolico di Papa Alessandro VII: in memoria dei due figli defunti, Isabella fece erigere nel 1652 la Chiesa del Carmine, che fu donata alle monache clarisse.
Nel 1665 Giangirolamo ottenne il perdono definitivo, ma sulla strada del ritorno morì in circostanze mai del tutto chiarite. A lui successe il secondogenito Cosimo, ma appena dieci giorni dopo il suo insediamento egli perì in un duello contro Petracone V Caracciolo, duca di Martina, dovuto a una faida tra le due famiglie che perdurava da decenni. Isabella depose la nuora Caterina Di Capua della Riccia e assunse la reggenza in nome del nipote Giangirolamo III, che durerà per il resto della sua vita. Isabella Filomarino morì nel 1679 a 79 anni e fu sepolta nella cappella del Rosario del convento di San Benedetto presso le tombe del consorte e del figlio.